# Caradosso
Caradosso, egentligen Christoforo Foppa, född omkring 1452 och död omkring 1530, var en italiensk guldsmed och gravör.
Caradosso var verksam för Ludovico Sforza i Milano, för vars räkning han företog vidsträckta resor. Från 1505 arbetade han i Rom. Caradosso hade ett rykte om sig som samtidens främste infattare av ädelstenar. Hans medaljer, bland annat av Julius II, visar stor teknisk skicklighet, och influerade bland andra Benvenuto Cellini.